# Puchar Włoch w piłce nożnej (1994/1995)
Puchar Włoch 1994/95 – 48 edycja rozgrywek piłkarskiego Pucharu Włoch.

## Finał
- 7 czerwca 1995, Turyn: Juventus F.C. - AC Parma 1:0
- 11 czerwca 1995, Parma: AC Parma - Juventus F.C. 0:2

### Półfinały
- S.S. Lazio - Juventus F.C. 0:1 i 1:2
- U.S. Foggia - AC Parma 1:1 i 1:3